# Mexico International 2022
Die Mexico International 2022 im Badminton fanden vom 22. bis zum 27. November 2022 in Guadalajara statt.

## Sieger und Platzierte
| Disziplin    | Gold                        | Silber                        | Bronze                                         |
| ------------ | --------------------------- | ----------------------------- | ---------------------------------------------- |
| Herreneinzel | Kevin Cordón                | Jonathan Matias               | Uriel Canjura                                  |
| Herreneinzel | Kevin Cordón                | Jonathan Matias               | Alvaro Leal                                    |
| Dameneinzel  | Lauren Lam                  | Ksenia Polikarpova            | Jennie Gai                                     |
| Dameneinzel  | Lauren Lam                  | Ksenia Polikarpova            | Ishika Jaiswal                                 |
| Herrendoppel | Ondřej Král Adam Mendrek    | Vinson Chiu Joshua Yuan       | Jacobo Fernandez Rubén García                  |
| Herrendoppel | Ondřej Král Adam Mendrek    | Vinson Chiu Joshua Yuan       | Joan Monroy Carlos Piris                       |
| Damendoppel  | Catherine Choi Josephine Wu | Paula Lynn Cao Hok Lauren Lam | Srivedya Gurazada Ishika Jaiswal               |
| Damendoppel  | Catherine Choi Josephine Wu | Paula Lynn Cao Hok Lauren Lam | Annie Xu Kerry Xu                              |
| Mixed        | Vinson Chiu Jennie Gai      | Joshua Yuan Allison Lee       | Luis Montoya Miriam Jacqueline Rodriguez Perez |
| Mixed        | Vinson Chiu Jennie Gai      | Joshua Yuan Allison Lee       | Jonathan Solís Diana Corleto Soto              |